# HD 153299
HD 153299，又名BD+50 2345，SAO 30161、HR 6306，是一颗恒星，视星等为6.56，位于銀經76.8，銀緯38.69，其B1900.0坐标为赤經16h 53m 32.7s，赤緯+50° 38.69′ 43″。